# 高知市総合体育館
高知市総合体育館 （こうちしそうごうたいいくかん）は、高知県高知市大原町にある体育館である。

## 概要
1階の温水プールは、高知市営プールで、前身のプールは、50mで現在の高知市営野球場東隣にあった。1932年のロサンゼルスオリンピック、競泳1500mで金メダルを獲得した北村久寿雄を記念して、4年後に県民の浄財3万円（当時）をかけて建設された。
1953（昭和28）年9月20日から4日間、国体の夏季大会が行われた。

## 施設
- 構造
- 設備
  - 1階温水プール、25m8コースと幼児用プール
  - 2階プレイルーム、ダンス・体操等に使用
  - 3階は体育館アリーナ、バスケットボール・バレーボールは2面、バドミントンは8面利用可能
  - 3階トレーニング室、エアロバイク・ランニングマシン・ダンベル等

## 基礎データ

### 所在地等
- 高知市大原町158番地
- 駐車場無料・約300台

### 利用期間
- 9:00 - 21:00
- 休館日：毎月第1木曜日、年末年始（12月29日 - 1月3日）、プールは木曜日、年末年始（12月29日 - 1月3日）

## 交通
- とさでん交通伊野線・グランド通停留場下車、南へ徒歩約10分。